# Egyesítő szerződés
Az egyesítő szerződést (vagy más néven fúziós szerződést, angolul: Merger Treaty) 1965. április 8-án Brüsszelben írta alá a hat alapító tagállam (Franciaország, Németország, Olaszország, Hollandia, Belgium és Luxemburg) és 1967. július 1-jén lépett hatályba. A szerződés keretében összevonták az Európai Szén- és Acélközösség (ESZAK), az Európai Gazdasági Közösség (EGK) és az Európai Atomenergia Közösség (Euratom) addig párhuzamosan működő intézményeit, amelyekre ettől az időponttól az Európai Közösségek meghatározás használatos. Érdemes azonban megjegyezni, hogy a három közösség önálló jogalanyisága megmaradt.
Az ESZAK Főhatósága, az EGK és az Euratom Bizottságai beolvadtak egy közös Bizottságba, valamint a három szervezet Tanácsai is egy közös Tanáccsá váltak. A Közgyűlés és a Bíróság kezdettől fogva közös intézmények voltak, és ezen az Egyesülési Szerződés sem változtatott.
A szervezetek hatáskörét tekintve míg az ESZAK és az Euratom működési területe pontosan lehatárolt, minden más kérdésben az EGK kompetens. Úgy is fogalmazhatunk, hogy az EGK a közös piac működését biztosító általános hatáskörű szervezet.
(Megjegyzés: Az ESZAK-ot létrehozó szerződést 50 évre kötötték, ennek értelmében 2002. július 23-án érvényét vesztette.)